# Massignieu-de-Rives
Massignieu-de-Rives település Franciaországban, Ain megyében. Lakosainak száma 653 fő (2022. január 1.). Massignieu-de-Rives Cressin-Rochefort, Jongieux, Lucey, Yenne, Parves et Nattages és Magnieu községekkel határos.

## Népesség
A település népességének változása:
| Lakosok száma | 323  | 404  | 412  | 564  | 646  | 624  | 614  | 620  | 631  | 653  |
|               | 1968 | 1982 | 1990 | 2006 | 2013 | 2015 | 2017 | 2019 | 2020 | 2022 |